# Michael Xavier
Michael Xavier, all'anagrafe Michael David Smith (Liverpool, 27 novembre 1977) è un attore e cantante britannico, noto soprattutto come interprete di musical a Londra.

## Biografia
Nel 2003 interpreta il giovane marine Chris nel tour inglese del musical Miss Saigon e Freddy in My Fair Lady con Alex Jennings e Joanna Riding al Drury Lane Theatre. Nel 2004 è Sky nel tour internazionale di Mamma Mia! e Artie Green in un concerto di Sunset Boulevard con Petula Clark e Michael Ball nella Contea di Cork; nel 2006 torna nel West End per recitare nei panni di Raoul de Chagny in The Phantom of the Opera.
Nel 2008 ricopre il ruolo di Rock Hudson in un musical biografico in scena all'Ovalhouse Theatre di Londra; nel 2009 interpreta Curly nella produzione di Chichester di Oklahoma!. Nel 2010 interpreta il Principe di Cenerentola e il Lupo cattivo in Into the Woods a Londra con Jenna Russell e Hannah Waddingham; nello stesso anno è Oliver Barrett IV nel musical Love Story ispirato all'omonimo film.
Nel 2012 canta e recita in Hello, Dolly! e Soho Cinders, nel 2013 interpreta il Capitano Von Trapp in Tutti insieme appassionatamente al Regent's Park Open Air Theatre. Nel 2015 sostituisce Aaron Tveit in Assassins alla Menier Chocolate Factory e nel 2016 recita con Glenn Close in Sunset Boulevard al London Coliseum. Nel 2017 recita nuovamente con Glenn Close in Sunset Boulevard a Broadway, dove torna l'anno successivo nella rivista The Prince of Broadway. Nel 2022 torna a recitare in My Fair Lady, questa volta in una tournée britannica nel ruolo del protagonista maschile, il professor Higgins.
Per le sue interpretazioni è stato candidato due volte al Laurence Olivier Award nel 2010: come miglior attore protagonista in un musical per Love Story e per miglior attore non protagonista in un musical per Into the Woods.

## Filmografia

### Cinema
- Scomparsa nel nulla (Never Let Go), regia di Howard J. Ford (2015)

### Televisione
- A Paris Romance, regia di Alex Zamm – film TV (2019)
- The Blacklist – serie TV, 3 episodi (2019)
- Gentleman Jack – serie TV, 2 episodi (2019)
- Outlander – serie TV, episodi 5x01-5x02-5x05 (2020)
- Grantchester - serie TV, 8 episodi (2022-2023)

## Doppiatori italiani
Nelle versioni in italiano delle opere in cui ha recitato, Michael Xavier è stato doppiato da:
- Riccardo Scarafoni in Outlander